# Trycherus rufocinctus
Trycherus rufocinctus es una especie de coleóptero de la familia Endomychidae.

## Distribución geográfica
Habita en el  Congo.